# 100 найкращих товарів України
100 найкращих товарів України — виставка продукції підприємств-учасників загальнодержавного етапу Всеукраїнського конкурсу якості продукції (товарів, робіт, послуг) «100 найкращих товарів України», що проходить щорічно. Організатор виставки — Міністерство економічного розвитку і торгівлі України та Державне підприємство «УкрНДНЦ».
Останній конкурс було проведено у 2015 році.

## Підстави для проведення
Виставка проводиться відповідно до:
- Указу Президента України від 13.07.2005 року № 1105/2005 «Про заходи щодо вдосконалення діяльності у сфері технічного регулювання та споживчої політики»;
- Указу Президента України від 23.02.2001 року № 113 «Про заходи щодо підвищення якості вітчизняної продукції»;
- Розпорядження Президента України від 14.10.2004 року № 251/2004-рп "Про підтримку проведення Всеукраїнського конкурсу якості продукції (товарів, робіт, послуг) — «100 найкращих товарів України»;
- Постанови Кабінету Міністрів України від 16.11.2001 р. № 1502 «Про щорічний Всеукраїнський конкурс якості»;
- Концепції державної політики у сфері управління якістю продукції (товарів, робіт, послуг), затвердженої розпорядженням Кабінету Міністрів України від 17.08.2002 р. № 447-р;
- Розпорядження Кабінету Міністрів України від 31.03.2004 р. № 200-р «Про затвердження плану заходів щодо реалізації Концепції державної політики у сфері управління якістю продукції (товарів, робіт, послуг)»;
- Порядку проведення Всеукраїнського конкурсу якості продукції (товарів, робіт, послуг) — «100 найкращих товарів України», затвердженого наказом Держспоживстандарту України від 19.05.2003 року № 89 "Про затвердження нормативно-правових актів, що стосуються Всеукраїнського конкурсу якості продукції (товарів, робіт, послуг) — «100 найкращих товарів України» (зареєстровано в Міністерстві юстиції України 03.07.2003 року за № 541/7862)

## Організатори
Офіційним організатором Виставки є Міністерство економічного розвитку і торгівлі України за сприяння Ради Міністрів Автономної Республіки Крим, обласних, Київської, Севастопольської та Криворізької міських державних адміністрацій.
В Автономній Республіці Крим, містах Києві, Севастополі, Кривому Розі та в областях України працюють Регіональні комісії.

## Мета та завдання
Виставка проводиться з метою об'єднання зусиль, спрямованих на поліпшення якості та конкурентоспроможності вітчизняної продукції, сприяння впровадженню на підприємствах України сучасних методів управління якістю та задоволенню потреб і очікувань споживачів.
Основними завданнями Виставки є:
- визначення на конкурсній основі найкращих, серед представлених зразків української продукції (товарів, робіт, послуг);
- сприяння виробництву високоякісної й конкурентоспроможної вітчизняної продукції (товарів, робіт, послуг), насичення якісною продукцією ринків України, задоволення потреб та очікувань споживачів,
- підтримка ініціатив і зусиль товаровиробників щодо поліпшення якості продукції (товарів, робіт, послуг);
- створення сприятливих умов щодо розробки та впровадження на підприємствах, в організаціях та установах України систем управління якістю, систем екологічного управління, а також інших сучасних систем управління;
- поширення та пропагування досвіду підприємств та організацій, які виробляють якісну продукцію (товари, роботи, послуги);
- підвищення інформованості органів влади, підприємств (організацій), громадських організацій, засобів масової інформації та населення щодо якісної вітчизняної продукції (товарів, робіт, послуг) та її виробників.